# サラ・ブラファー・ハーディ
サラ・ブラファー・ハーディ（Sarah Blaffer Hrdy、1946年7月11日 - ）はアメリカ合衆国の人類学者、霊長類学者。進化心理学と社会生物学へのいくつかの重要な貢献で知られる。チェコ系の姓であるHrdyはフルディとも表記される。発音はハーディとフルディの中間に近い。以下ハーディと統一して表記する。

## 経歴
サラ・ブラファー・ハーディは1946年にテキサス州ダラスで、石油業で財をなしたジョン・ブラファーとカミラ・デイビス・ブラファーの三番目の娘として生まれる。テキサス州ヒューストンで育ち、セントジョンズ校へ通った。
16歳の時に、彼女の母親の母校でもあるマサチューセッツ州のウェルズリー大学に入学した。最初は哲学を専攻し、マヤの民族文化を研究した。その後、ハーバード大学のラドクリフ・カレッジに移り、専攻を人類学に変更した。1969年に首席で卒業した。卒業論文に基づいて1972年には初めての著書「The Black Man of Zincantan」を出版している。学士号を得た後にスタンフォード大学で映画製作コースをとった。発展途上国向けに健康維持に関する映画を作ることは世界の利益になるだろう、と彼女は考えた。しかし、そこで学べることは乏しいと気づき、1970年にハーバード大学に戻った。そこで将来の夫であるダニエル・ハーディと出会った。

### 霊長類研究
ハーディは1968年に人類学者アーヴェン・デュボアのもとで霊長類行動を学んでいるときに、ハヌマンラングールに興味を抱いた。ここで群れと子殺しの関係についてのデュボアの示唆は彼女の人生を大きく変えることになった。卒業後、ラングールの子殺しの研究を行うために大学院生としてハーバードに戻り、デュボアと進化生物学者ロバート・トリヴァースの元で働いた。彼らはハーディを1970年代のハーバードで結実しつつあった社会性の研究に関する新たな展望、いわゆる社会生物学の世界へ導いた。
ハーディは博士論文で群れの過密が子殺しの原因であるという仮説を検証した。彼女はインドのアブ山へ行き、ハヌマンラングールを研究し、群れの密度と子殺しは無関係という結論に達し、もしかすると進化的な戦略かも知れないと考えた。
外部からやってきたオスが群れのリーダーとなるとき、通常は全ての幼児を殺す。子殺しの習慣を持つオスは進化的に非常に有利であると解釈することができる。さらにハーディはメスのラングールを研究して、メスが保護を得るために対抗戦略を進化させたという証拠を発見した。リーダーの交代は平均して27ヶ月ごとに起こる。群れを引き継ぐオスは、自分の遺伝子を残す機会を持っているがそれは短い期間だけである。メスがすでに子を持っていれば、授乳中のメスは排卵しない。子を殺せば再びメスを交配可能な状態にすることができる。
メスは排卵と、子殺しをしたオスとの配偶の圧力のもとにおかれ、メスの選択は抑圧される。このような状態の時、メス側の対抗戦略の進化が予測される。ハーディは、オスは自身の血をひいている可能性がわずかでもある子は殺さないだろう（そのような行動は進化的に不利であろう）と考えた。そして可能な限り多くのオス、特にコロニー内に居住していない外部のオスと頻繁に配偶する母親は、彼らの子どもたちを守ることに成功するだろうと予測した。
トリヴァースが表現したように、それはオスたちに「父性の幻想」を与える事になる。雄ラングールの目標は（彼らはそれを意識していないだろうが）自分の子の数を最大化することである。ハーディによれば、自分の子を攻撃するオスは急速に淘汰されるだろう。霊長類では外見的には子殺しが見られるが、ハーディはヒトにおいては子殺しの遺伝的必然性の証拠を見つけていない。
1975年に、ラングールの調査によって博士号を取得した。この研究は1977年に『アブ山のラングール：オスとメスの繁殖戦略』として刊行された。彼女が人類学に巻き起こした論争は驚くに当たらない。霊長類が「群れの利益」のために働くという古典的な信念はうち捨てられ、社会生物学は多くの研究の支持を受けた。霊長類は「子殺しの遺伝子」を持っていると示唆した、と多くの人が誤解した仮定を行った。今日ではハーディの見解は広く受け入れられている。トリヴァースのように、この主張は不合理だとして一度は退けた人でさえ、彼女のメスの繁殖戦略の理論は「（多くの批判に）よく持ちこたえた」と認めている。

### ヒトの繁殖戦略研究
1981年に三冊目の本『進化していない女性（邦題：女性は進化しなかったか）』を出版した。最初の章で、私の研究は以前考えられていた以上の威信が女性に対して与えられるべきだと示唆している、と言う一文で始めている。「生物学は女性に対して不利に働いたと、時折感じられる」。そしてハーディは雌の霊長類の戦略を詳しく述べる。この本は1981年にニューヨーク・レビュー・オブ・ブックスの特筆すべき本の第一位に選ばれた。1984年には共同編集で『子殺し：相対的、進化的展望』を出版した。それは1984-85年のthe Journal of the Association of College and Research Libraries誌によって「傑出した学術書」に選ばれた。
1999年に『マザーネイチャー：母性本能と彼女たちがヒトを形作った方法（邦訳書副題：「母親」はいかにヒトを進化させたか）』を出版した。彼女は社会生物学を母性本能に絡ませ、「ヒトの母親と幼児を幅広く比較し、進化的な枠組み」に置いて、母子間の相互依存について新たな視点を提案した。母親がどのようにして子育ての質と量のトレードオフを常に調節しているか、自分自身と子の双方にとって最善の行動をどのように判断しているかを議論した。ハーディの視点では、子育ては様々な変数に依存しており、生まれつき固定された「母性本能」は無い。さらに、ヒトは共同保育者として進化し、基本的に他者の援助無しでは子育てすることができないと主張する。これはアロマザリングの概念で説明される。アロマザリングとは母親以外の誰か（例えば父、祖父母、母親の兄や姉）、あるいは遺伝的に無関係な人（例えば乳母や看護婦、育児グループなど）による子育てであり、母親が自分自身の必要を満たすために子どもから一時的に離れることを許容するかもしれない。しかしハーディ自身は常に子どものそばにいる子育て方の強い支援者である。

## 家族
ダニエル・ハーディは医者で、全く異なる分野の研究者であったため、二人の間には距離があったが、1972年に結婚した。二人の娘カトリンカとサーシャ、一人の息子ニコを得た。現在サラと夫は北カリフォルニアに住んでおり、カリフォルニア大学デービス校の名誉教授である。

## 重要な著作

### 書籍
- サラ・ブラッファー・フルディ『女性は進化しなかったか』加藤泰建,松本亮三訳 1982年 思索社
- サラ・ブラッファー・フルディ『女性の進化論』加藤泰建,松本亮三訳 1989年 思索社
- サラ・ブラファー・ハーディ『マザーネイチャー：「母親」はいかにヒトを進化させたか』早川書房 2005年 塩原通緒訳

- 1972 - The Black-man of Zinacantan: A Central American Legend. The Texas Pan American Series. Austin: University of Texas Press.
- 1977 - The Langurs of Abu: Female and Male Strategies of Reproduction. Cambridge: Harvard University Press. (1980, Paper edition with new preface.)
- 1981 - The Woman that Never Evolved. Cambridge: Harvard University Press. (Chosen by the New York Times Book Review as one of Notable Books of the Year in Science and Social Science.) 1982, Japanese edition, Tokyo: Shisaku-sha Publishing; 1984, 5th printing of paperback edition, Cambridge; 1984, 1st French edition, Des guenons et des femmes. Paris: Editions Tierce, in press, 2nd French edition, Paris: Payot et Rivage; 1985, Italian edition, La Donna Che Non si E'evoluta, Franco Angeli Editore. 1999 New paperback edition.
- 1984 - Hausfater, G. and S. Hrdy, eds. Infanticide Comparative and Evolutionary Perspectives. New York: Aldine Publishing Co. (Selected as one of the 1984-85 "Outstanding Academic Books" by Choice, the Journal of the Association of College and Research Libraries.)
- 1999 - Mother Nature: A history of mothers, infants and Natural Selection. New York: Pantheon. A BOMC Alternative Selection; Selected by both Publisher's Weekly and by Library Journal as one of Best Books of 1999 and a finalist for PEN USA West 2000 Literary Award for Research Nonfiction. Won the Howells Prize for Outstanding Contribution to Biological Anthropology. (Published in UK as Mother Nature: Natural selection and the female of the species. London: Chatto and Windus); also translated into Dutch, German, Italian and Portuguese.
- 2001 - "The Past, Present, and Future of the Human Family." The Tanner Lectures on Human Values, Delivered at University of Utah February 27 and 28, 2001.
- 2005 - The 92nd Dahlem Workshop Report, "Attachment and Bonding: A New Synthesis." Edited by C. S. Carter, L. Ahnert, K. E. Grossmann, S. B. Hrdy, M. E. Lamb, S. W. Porges, and N. Sachser. ©MIT Press. ISBN 0-262-03348-8.

### フィルム
- 1977 - Hrdy, S., D. B. Hrdy and John Melville Bishop. Stolen copulations; Play and Kidnapped, 16 mm, color.
- 1980 - Hrdy, S., Vishnu Mathur and William Whitehead. "Hanuman langur: Monkey of India," 30 minutes, color. Canadian Broadcasting Corporation. Available on video cassette: CBC Enterprises, P. O. Box 500, Terminal A, Toronto, Ontario, Canada  M5W 1E6.
- 1983 - "Treatment for film on reproductive strategies of female primates," for BBC Natural History Unit, Bristol, UK.
- 1988 - "Monkeys of Abu." National Geographic Explorer. May, 1988.
- 1990 - Nature Advisory Board, Channel Thirteen New York for series on the natural history of sex.
- 1990 - Consultant for "Human Nature" for the British Broadcasting Corporation, Bristol, UK.
- 2001 - Advisor for PBS series "Evolution".

## 受賞歴他
- グッゲンハイム財団会員
- 全米科学アカデミー会員
- アメリカ科学振興協会会員
- カリフォルニア科学アカデミー会員
- ホーウェル賞：マザーネイチャーの生物人類学の貢献に対して。